# Copa México 1996-97
La Copa México 1996-97 fue la edición 40 y última de la Copa México antes de ser retomada con un nuevo formato por la FMF en el Apertura 2012.
El torneo dio inicio el 28 de junio de 1996 y finalizó el 3 de agosto del mismo año. Participaron 33 equipos distribuidos en un grupo de nueve y tres grupos de ocho equipos respectivamente. En caso de empate durante el tiempo reglamentario durante la fase de grupos, se llevaba a cabo una serie de penales para determinar al ganador. Los líderes de cada grupo avanzaron a las semifinales, donde contendieron en partidos de eliminación directa a un solo encuentro. 
Cruz Azul fue campeón del torneo por segunda vez en su historia tras vencer en la final 2-0 a Toros Neza, con lo que terminó una racha de 16 años sin un campeonato de carácter oficial.

## Fase de grupos
Durante la fase de grupos, los encuentros se disputaron a una sola ronda, procurando en la medida de lo posible que los partidos se jugaran en el estadio del equipo perteneciente a la Primera División 'A', y no se permitieron empates: si un partido finalizaba igualado en el tiempo reglamentario, se recurría directamente a una definición por penales para determinar al ganador.
El equipo que se imponía en la tanda de penales recibía un punto correspondiente al empate, más dos puntos adicionales por haber ganado la serie, sumando un total de tres unidades, equivalente a una victoria en tiempo regular; mientras que el que perdía en la definición por penales no obtenía ningún punto, a pesar de haber empatado durante el tiempo reglamentario. Este sistema buscaba evitar la repartición de puntos y promover la competitividad.

### Grupo Ⅰ
| Pos. | Equipo            | Pts. | PJ | PG | PGP | PPP | PP | GF | GC | Dif | Rend. |
| ---- | ----------------- | ---- | -- | -- | --- | --- | -- | -- | -- | --- | ----- |
| 1    | Toros Neza        | 18   | 8  | 6  | 0   | 0   | 2  | 17 | 8  | +9  | 75%   |
| 2    | San Luis          | 15   | 8  | 4  | 1   | 0   | 3  | 14 | 11 | +3  | 62.5% |
| 3    | Irapuato          | 12   | 8  | 4  | 0   | 2   | 2  | 11 | 7  | +4  | 50%   |
| 4    | Pachuca           | 12   | 8  | 4  | 0   | 1   | 3  | 13 | 10 | +3  | 50%   |
| 5    | Atlante           | 12   | 8  | 4  | 0   | 0   | 4  | 11 | 12 | -1  | 50%   |
| 6    | Morelia           | 12   | 8  | 3  | 1   | 0   | 4  | 10 | 12 | -2  | 50%   |
| 7    | Cruz Azul Hidalgo | 12   | 8  | 3  | 1   | 1   | 3  | 9  | 13 | -4  | 50%   |
| 8    | Toluca            | 9    | 8  | 1  | 2   | 0   | 5  | 9  | 13 | -4  | 37.5% |
| 9    | Celaya            | 6    | 8  | 1  | 1   | 1   | 5  | 7  | 15 | -8  | 25%   |

### Grupo ⅠⅠ
| Pos. | Equipo         | Pts. | PJ | PG | PGP | PPP | PP | GF | GC | Dif | Rend.  |
| ---- | -------------- | ---- | -- | -- | --- | --- | -- | -- | -- | --- | ------ |
| 1    | Guadalajara    | 18   | 7  | 6  | 0   | 0   | 1  | 25 | 6  | +19 | 85.71% |
| 2    | León           | 12   | 7  | 4  | 0   | 1   | 2  | 13 | 10 | +3  | 57.14% |
| 3    | Atlas          | 12   | 7  | 4  | 0   | 0   | 3  | 14 | 12 | +2  | 57.14% |
| 4    | La Piedad      | 12   | 7  | 2  | 2   | 2   | 1  | 10 | 11 | -1  | 57.14% |
| 5    | Tecos          | 12   | 7  | 3  | 1   | 0   | 3  | 13 | 17 | -4  | 57.14% |
| 6    | Inter Tijuana  | 9    | 7  | 3  | 0   | 0   | 4  | 7  | 10 | -3  | 42.86% |
| 7    | San Francisco  | 6    | 7  | 2  | 0   | 1   | 4  | 8  | 12 | -4  | 28.57% |
| 8    | Gallos Blancos | 3    | 7  | 0  | 1   | 0   | 6  | 7  | 19 | -12 | 14.29% |

### Grupo ⅠⅠⅠ
| Pos. | Equipo          | Pts. | PJ | PG | PGP | PPP | PP | GF | GC | Dif | Rend.  |
| ---- | --------------- | ---- | -- | -- | --- | --- | -- | -- | -- | --- | ------ |
| 1    | Tigres          | 18   | 7  | 4  | 2   | 0   | 1  | 11 | 8  | +3  | 85.71% |
| 2    | América         | 15   | 7  | 4  | 1   | 1   | 1  | 16 | 12 | +4  | 71.43% |
| 3    | Tampico Madero  | 15   | 7  | 3  | 2   | 0   | 2  | 16 | 13 | +3  | 71.43% |
| 4    | Tigrillos       | 12   | 7  | 2  | 2   | 0   | 3  | 7  | 10 | -3  | 57.14% |
| 5    | Saltillo Soccer | 9    | 7  | 3  | 0   | 0   | 4  | 7  | 8  | -1  | 42.86% |
| 6    | Santos Laguna   | 6    | 7  | 1  | 1   | 3   | 2  | 9  | 9  | 0   | 28.57% |
| 7    | Monterrey       | 6    | 7  | 1  | 1   | 2   | 3  | 12 | 16 | -4  | 28.57% |
| 8    | Correcaminos    | 3    | 7  | 1  | 0   | 3   | 3  | 9  | 11 | -2  | 14.29% |

### Grupo ⅠⅤ
| Pos. | Equipo      | Pts. | PJ | PG | PGP | PPP | PP | GF | GC | Dif | Rend.  |
| ---- | ----------- | ---- | -- | -- | --- | --- | -- | -- | -- | --- | ------ |
| 1    | Cruz Azul   | 18   | 7  | 5  | 1   | 0   | 1  | 20 | 8  | +12 | 85.71% |
| 2    | Universidad | 15   | 7  | 3  | 2   | 1   | 1  | 12 | 8  | +4  | 71.43% |
| 3    | Necaxa      | 15   | 7  | 4  | 1   | 0   | 2  | 13 | 11 | +2  | 71.43% |
| 4    | Puebla      | 12   | 7  | 3  | 1   | 2   | 1  | 9  | 6  | +3  | 57.14% |
| 5    | Zacatepec   | 9    | 7  | 2  | 1   | 0   | 4  | 15 | 14 | +1  | 42.86% |
| 6    | Veracruz    | 6    | 7  | 2  | 0   | 2   | 3  | 7  | 8  | -1  | 28.57% |
| 7    | Morelos     | 6    | 7  | 2  | 0   | 1   | 4  | 9  | 15 | -6  | 28.57% |
| 8    | Acapulco    | 3    | 7  | 1  | 0   | 0   | 6  | 3  | 18 | -15 | 14.29% |

## Segunda fase
La etapa final del torneo enfrentó a los equipos con el formato de los play-off del fútbol mexicano a partido único, celebrado en terreno del club mejor ubicado en la tabla. Aunque Cruz Azul tuvo una mejor posición en la tabla que Tigres de la UANL, el partido se jugó en casa del conjunto universitario debido a que pertenecían a la Primera División 'A'.
| Pos. | Equipo      | Pts. | PJ | PG | PGP | PPP | PP | GF | GC | Dif | Rend.  |
| ---- | ----------- | ---- | -- | -- | --- | --- | -- | -- | -- | --- | ------ |
| 1    | Guadalajara | 18   | 7  | 6  | 0   | 0   | 1  | 25 | 6  | +19 | 85.71% |
| 2    | Cruz Azul   | 18   | 7  | 5  | 1   | 0   | 1  | 20 | 8  | +12 | 85.71% |
| 3    | Tigres      | 18   | 7  | 4  | 2   | 0   | 1  | 11 | 8  | +3  | 85.71% |
| 4    | Toros Neza  | 18   | 8  | 6  | 0   | 0   | 2  | 17 | 8  | +9  | 75%    |

### Semifinales
| 31 de julio de 1996 | Guadalajara | 0:2 (0:2) | Toros Neza                          | Estadio Jalisco, Guadalajara |  |
|                     |             | Reporte   | Vázquez 13' (pen.) · Vilallonga 44' |                              |  |

| 31 de julio de 1996                                                     | Tigres       | 1:1 (0:0) | Cruz Azul      | Estadio Universitario, San Nicolás de los Garza |  |
|                                                                         | Arellano 61' | Reporte   | Santillana 51' |                                                 |  |
| Cruz Azul avanzó a la final del torneo en definición por penales (3:4). |              |           |                |                                                 |  |

### Final
| 3 de agosto de 1996                            | Cruz Azul                    | 2:0 (1:0) | Toros Neza | Estadio 10 de diciembre, San Miguel Vindho                          |                                                                     |
|                                                | Hermosillo 15' · Pintado 52' | Reporte   |            | Asistencia: 17 000 espectadores Árbitro(s): Antonio Marrufo Mendoza | Asistencia: 17 000 espectadores Árbitro(s): Antonio Marrufo Mendoza |
| Cruz Azul campeón de la Copa México 1996-1997. |                              |           |            |                                                                     |                                                                     |

|  |  |

| Cruz Azul:             |  |                    |     |     |
|                        |  |                    |     |     |
| POR                    |  | Hugo Scoponi       |     |     |
| DEF                    |  | Lupillo Castañeda  |     |     |
| DEF                    |  | Beto Valdés        |     |     |
| DEF                    |  | Juan Reynoso       |     |     |
| DEF                    |  | César Suárez       |     | 56' |
| MED                    |  | Carlos Barra       | 75' |     |
| MED                    |  | Johan Rodríguez    |     |     |
| MED                    |  | Pintado            |     |     |
| DEL                    |  | Sergio Verdirame   |     | 64' |
| DEL                    |  | Julio César Yegros |     | 80' |
| DEL                    |  | Carlos Hermosillo  |     |     |
| Sustituciones:         |  |                    |     |     |
| DEL                    |  | Jorge Santillana   |     | 56' |
| DEL                    |  | Francisco Palencia |     | 64' |
| MED                    |  | Marco Garcés       |     | 80' |
| Entrenador:            |  |                    |     |     |
| Víctor Manuel Vucetich |  |                    |     |     |

| Toros Neza:    |  |                     |     |     |
|                |  |                     |     |     |
| POR            |  | Pablo Larios        |     |     |
| DEF            |  | Miguel Herrera      |     |     |
| DEF            |  | José Juan Rivera    |     | 13' |
| DEF            |  | Federico Lussenhoff | 87' |     |
| DEF            |  | Ernesto Pérez       |     | 64' |
| MED            |  | Enrique Figueroa    |     | 45' |
| MED            |  | Javier Saavedra     |     |     |
| MED            |  | Guillermo Vázquez   |     |     |
| MED            |  | Rodrigo Ruiz        |     |     |
| DEL            |  | Martín Vilallonga   |     |     |
| DEL            |  | Antonio Mohamed     |     |     |
| Sustituciones: |  |                     |     |     |
| DEF            |  | Jesús López Meneses |     | 13' |
| MED            |  | Manuel Virchis      |     | 45' |
| DEL            |  | Ramiro Romero       |     | 64' |
| Entrenador:    |  |                     |     |     |
| Enrique Meza   |  |                     |     |     |

|  |                              |
|  | Campeón Cruz Azul 2.o título |

## Estadísticas

### Goleadores
| Jugador           | Equipo         | Goles |
| ----------------- | -------------- | ----- |
| Carlos Hermosillo | Cruz Azul      | 9     |
| Gerardo Fernández | Tampico Madero | 8     |
| Sergio Pacheco    | Guadalajara    | 6     |
| Israel Ayala      | San Luis       | 5     |
| Pedro Pineda      | América        | 5     |
| Ricardo Peláez    | Necaxa         | 5     |